# Palazzo Pubblico (San Marino)
Il Palazzo Pubblico, noto anche come Palazzo del Governo, è il luogo nel quale si svolgono le cerimonie ufficiali della Repubblica di San Marino ed è sede dei principali organi istituzionali e amministrativi, quali i capitani reggenti, il Consiglio Grande e Generale, il Consiglio dei XII ed il Congresso di Stato.
Si trova nella capitale dello Stato, Città di San Marino, situata sul monte Titano.

## Storia
L'edificio si erge dove un tempo sorgeva la Domus Magna Comunis, ossia il vecchio palazzo, datato intorno alla fine del XIV secolo (1380-1392). Il vecchio palazzo, nonostante numerosi restauri, fu abbattuto verso la fine dell'Ottocento.
Il nuovo palazzo pubblico, noto anche come palazzo governativo, fu costruito tra gli anni 1884 e 1894 su progetto dell'architetto romano Francesco Azzurri, che lo disegnò nello stile severo e semplice dei palazzi comunali del Duecento e del Trecento. La prima pietra fu posata il 17 maggio 1884 e la solenne inaugurazione avvenne il 30 settembre 1894. Oratore della cerimonia fu Giosuè Carducci, che nell'occasione pronunciò il discorso "sulla libertà perpetua".
Per i lavori in pietra fu impiegata manodopera locale, sotto la direzione del capomastro Giuseppe Reffi, mentre per le decorazioni, gli arredi e i manufatti furono scelti artigiani forestieri.
Il 30 settembre 1996 è stato ultimato un intervento di restauro e ristrutturazione, diretto dall'architetto Gae Aulenti.

## Il palazzo

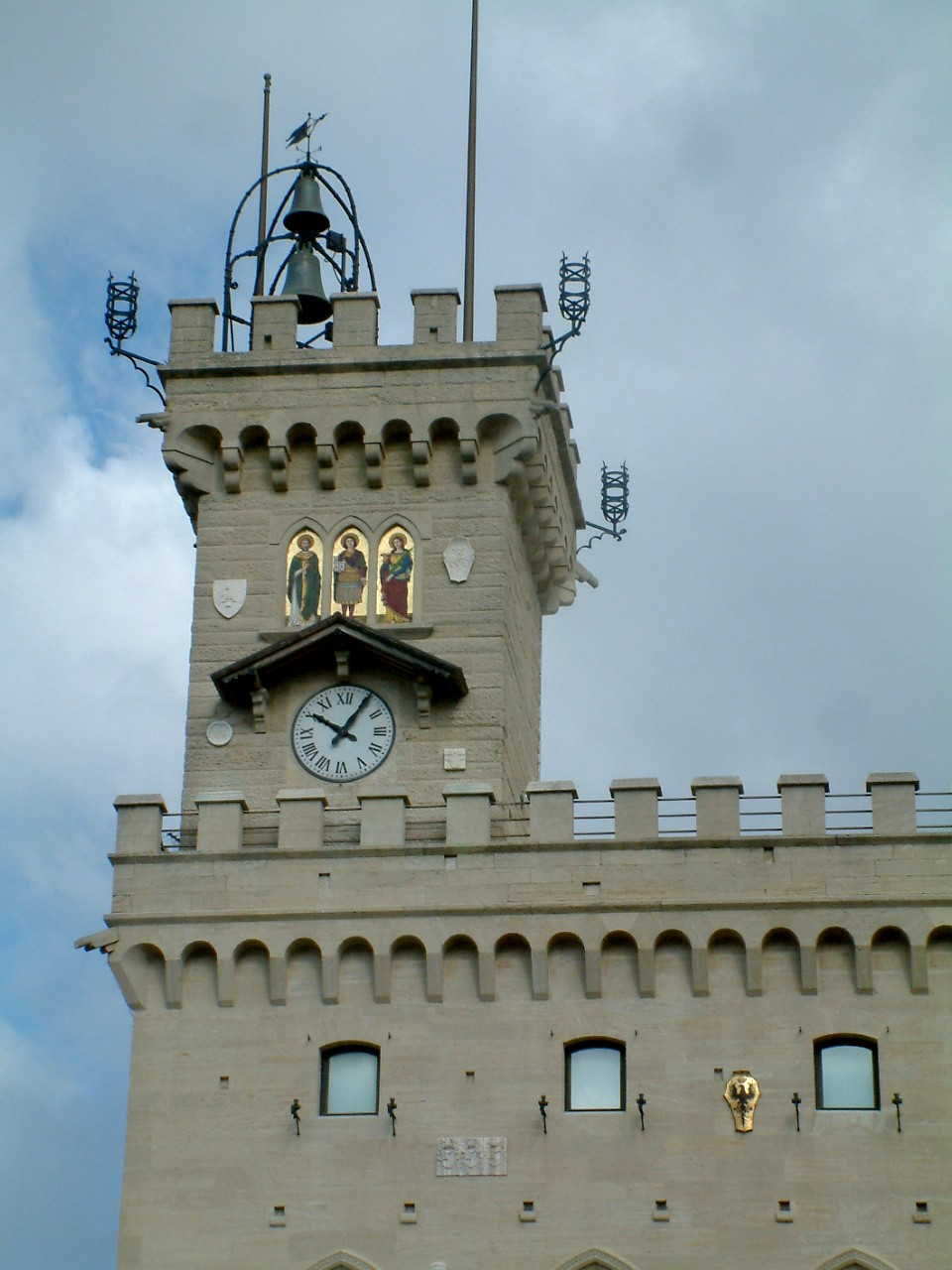
La torre dell'Orologio

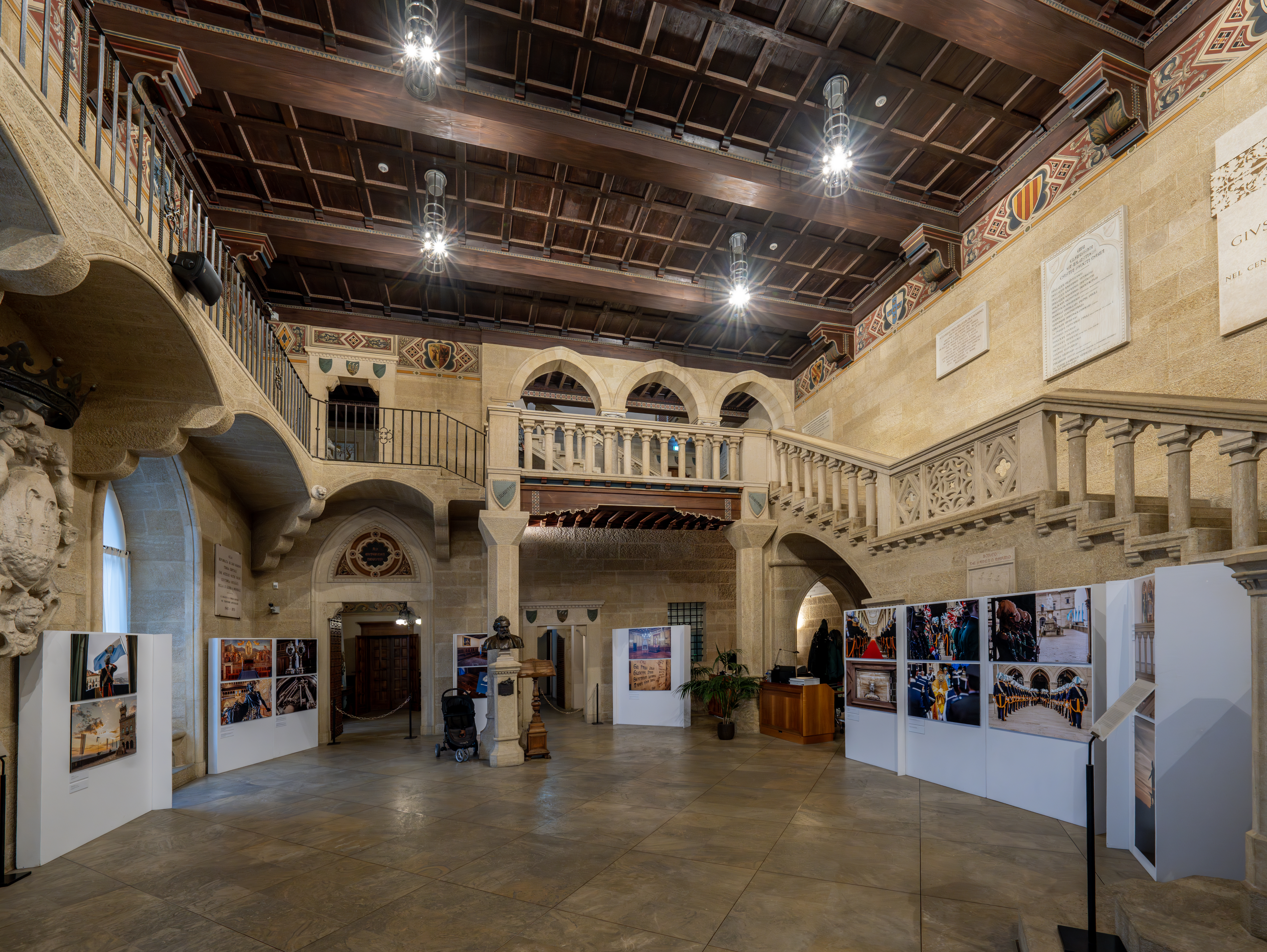
Lo scalone

### La facciata
La facciata del Palazzo Pubblico è sostenuta da tre arcate a sesto acuto ed è caratterizzata dalla presenza di tre grandi aperture e dalla torre dell'orologio. Sulla superficie in pietra arenaria sono presenti gli stemmi di illustri casate italiane, mentre sopra le arcate del portico sono inseriti quelli dei quattro Castelli che componevano l'antica Repubblica, ovvero Serravalle, Fiorentino, Faetano e Montegiardino. Sulla destra della facciata si trova una statua in bronzo del fondatore della Repubblica, il Santo Marino, realizzata nel 1894 dallo scultore Giulio Tadolini. Sulla torre dell'orologio si trova un trittico in mosaico raffigurante i santi Leo, Agata e Marino. I merli della torre, così come quelli del corpo principale, sono di tipo guelfo. Al centro della facciata è presente il balcone dal quale, il 1º aprile e il 1º ottobre di ogni anno, vengono annunciati i nomi dei capitani reggenti eletti per il semestre. Sotto al portico si aprono tre grandi portoni di ingresso ed è presente un busto marmoreo, realizzato sempre da Giulio Tadolini, raffigurante l'architetto Francesco Azzurri.

### L'atrio
L'atrio del palazzo è caratterizzato da uno stile sobrio ed allo stesso tempo elegante. La scena viene dominata dall'ampio scalone in pietra che porta sino alla balconata. Il soffitto è costituito da un impalcato in legno policromo con un fregio decorativo, mentre le pareti sono in pietra. Sulla parte di sinistra è appeso uno stemma della Repubblica, mentre a destra è presente un busto in bronzo, opera di Tullo Golfarelli, raffigurante Giosuè Carducci che il 30 settembre 1894 pronunciò l'orazione inaugurale del palazzo. In alto, sulle pareti, un fascione a tempera riporta gli stemmi dei personaggi e degli Stati che hanno dimostrato amicizia nei confronti della Repubblica nell'arco dei secoli. In fondo all'atrio vi sono le porte che danno accesso alle stanze dove i Capitani Reggenti ricevono gli ospiti importanti ed i cittadini.

### Lo scalone d'onore
Lungo le pareti dello scalone vi sono diverse lapidi raffiguranti illustri personaggi sammarinesi e stranieri (tra cui Giuseppe Mazzini), insieme a due balestre del Cinquecento.
È presente inoltre la testa bronzea di Abramo Lincoln, a cui i sammarinesi concessero la cittadinanza onoraria nel 1861.
Il presidente statunitense, in quello stesso anno, dimostrò la sua simpatia nei confronti della Repubblica scrivendo ai capitani reggenti:
(Abramo Lincoln)

### Il piano intermedio
Nel piano intermedio c'è una piccola tempera murale che ricorda il periodo di occupazione alberoniana e la successiva liberazione. Il cardinale Giulio Alberoni è raffigurato in un grande albero che sant'Agata, raffigurata come una stella, colpisce con un raggio di luce, troncandone il ramo. L'occupazione alberoniana cessò il 5 febbraio 1740, giorno di sant'Agata, che da quel momento divenne patrona della Repubblica. Un busto marmoreo ricorda papa Clemente XII che si impegnò per la libertà dei sammarinesi. Una porta, infine, conduce ai locali adibiti a sala stampa.

### Il vestibolo
Nel vestibolo, fra le due porte d'accesso alla sala del Consiglio Grande e Generale, si può osservare un trittico in ceramica raffigurante i tre santi protettori della Repubblica, ossia san Marino, san Quirino e sant'Agata. Il trittico si trovava originariamente sulla torre dell'orologio, ma fu poi spostato nel 1922 poiché compromesso dagli agenti atmosferici.
Una porta conduce agli uffici ed alla tribuna dalla quale i cittadini possono assistere ai lavori parlamentari.

### La sala del Consiglio dei XII

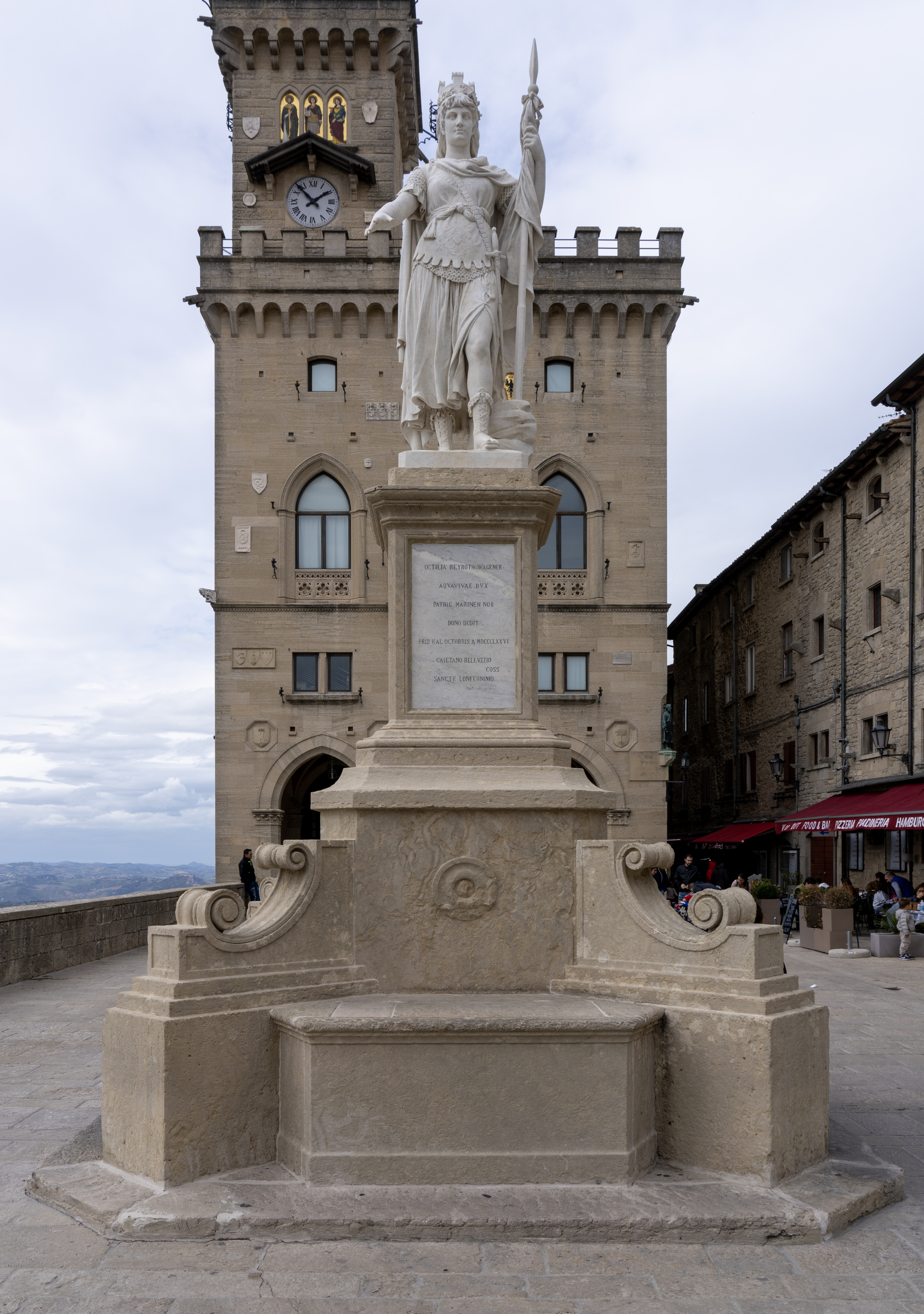
La statua della Libertà, donata da Otilia Heyroth Wagener nel 1876; si trova nel Pianello, o piazza della Libertà, antistante il palazzo del Governo

La sala è un piccolo ambiente dove si riunisce il Consiglio dei XII.
Nella sala è presente il dipinto San Marino del pittore Bartolomeo Gennari.

### La sala del Consiglio Grande e Generale

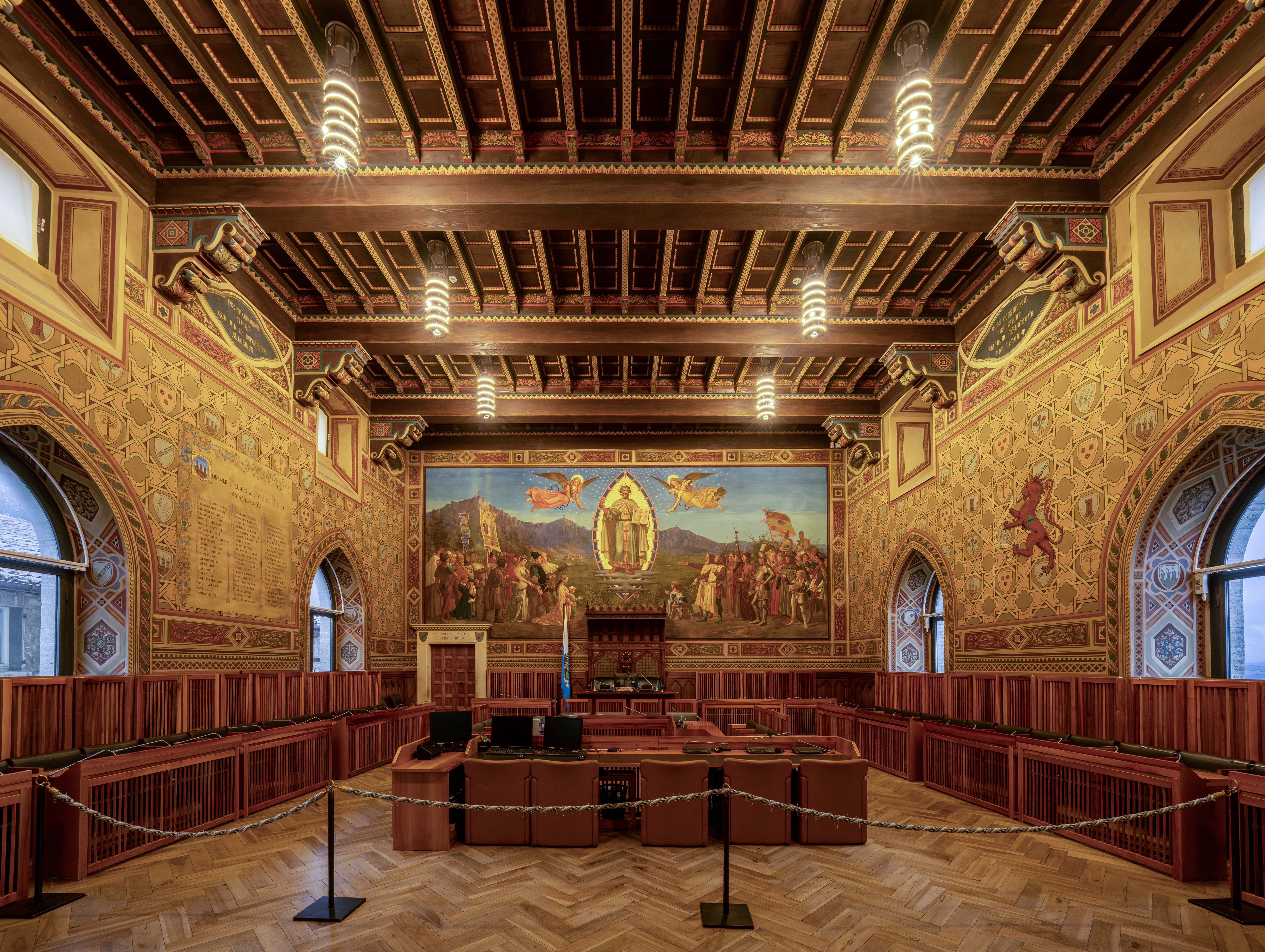
La sala del Consiglio Grande e Generale

La sala del Consiglio Grande e Generale è destinata allo svolgimento dell'attività parlamentare della Repubblica. È circondata dai sessanta scranni dei consiglieri, realizzati su progetto di Gae Aulenti.
Sulla parete frontale è visibile la grande tempera raffigurante L'apparizione di san Marino al popolo, realizzata da Emilio Retrosi nel 1894. Il santo è rappresentato sulle prime rampe del monte Titano mentre dona ai sammarinesi il suo ideale di libertà e indipendenza. Alla destra del santo vi sono due capitani reggenti (di cui uno è Pietro Tonnini), mentre alla sinistra è raffigurato il popolo con gli stendardi delle corporazioni. È raffigurato un bimbo in fasce, Sady Serafini, il cittadino sammarinese che morirà sul Carso dopo essersi arruolato come volontario nell'Esercito Italiano durante la prima guerra mondiale.
Altre decorazioni della sala sono opera dei pittori senesi Pietro Lolli, Giuseppe Rossi e Carlo Merlini.

### La Sala dello Scrutinio
È la sala dove semestralmente si svolgono le operazioni di spoglio delle schede per la nomina dei capitani reggenti.
Sulla parete sono presenti due dipinti secenteschi raffiguranti Giovanni Battista e san Marino lapicida.

## Curiosità
Il palazzo pubblico è raffigurato sulle monete euro sammarinesi da due euro della prima serie (2002-2016).
Anche il dipinto di San Marino presente nella sala del Consiglio Grande e Generale è presente sulla moneta da 50 centesimi di euro della prima serie ordinale.